# 蛋餅
蛋餅是一種以蛋作食材的菜式，通常使用鷄蛋，加入其他配料煎成扁平餅狀。

## 各地蛋餅
- 台式蛋餅：將鷄蛋加入麵粉、鹽（有時會加入葱或韭菜）煎成餅狀。另外也有將蛋汁打好加入蔥花後澆在麵團揉成的麵餅皮上，再加上佐料（如玉米粒、培根、火腿、蔬菜等）煎熟後捲起。
- 西式蛋餅：將鷄蛋煎成餅狀，中間放些鹹的餡料捲著。
- 可麗餅：法國料理，將鷄蛋加入麵粉、牛奶、奶油、鹽煎成薄餅皮，通常製成甜點。
- 意大利煎蛋，將蛋類加入肉、蔬菜後再進行煎、烤而成的料理。
- 馬鈴薯蛋餅：西班牙料理
- 烤冷麵